# Myong Cha-hyeon
Myong Cha-hyeon (né le 20 mars 1990) est un joueur de football international nord-coréen évoluant au poste de milieu de terrain.

## Biographie
Myong Cha-hyeon s'est installé en Serbie à l'été 2009 avec deux autres joueurs nord-coréens: An Il-bom et Ri Kwang-il. Il signe un contrat d'un an avec le Fudbalski Klub Radnički 1923. Il fait partie de l'équipe nationale de football nord-coréenne depuis 2010. Il a auparavant joué en équipe de Corée du Nord des moins de 17 ans de football et en équipe de Corée du Nord des moins de 19 ans de football.